# Турунен, Онни Петрович
Онни Петрович Турунен (род. 1918) — советский борец классического стиля, чемпион и призёр чемпионатов СССР, мастер спорта СССР (1937). Его тренером был С. П. Заиц. Выступал в легчайшей и полулёгкой весовых категориях (до 56 и 61 кг). Участвовал в семи чемпионатах СССР. Дважды становился чемпионом страны и один раз — серебряным призёром. Погиб в боях Великой Отечественной войны.

## Спортивные результаты
- Чемпионат СССР по классической борьбе 1936 года — ;
- Чемпионат СССР по классической борьбе 1937 года — ;
- Чемпионат СССР по классической борьбе 1940 года — ;